# 黒浜貝塚
座標: 北緯35度59分32.3秒 東経139度39分44.5秒 / 北緯35.992306度 東経139.662361度

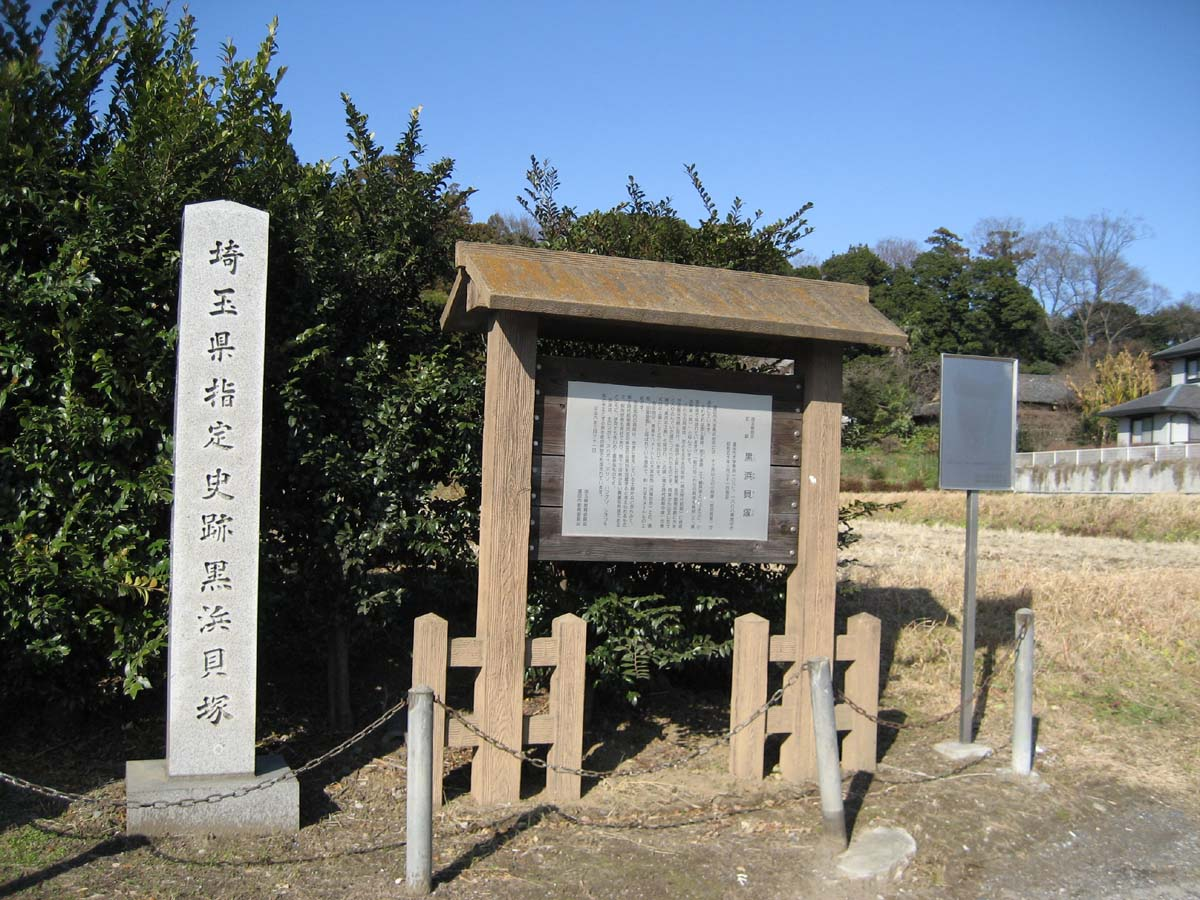
黒浜貝塚

黒浜貝塚（くろはまかいづか）は、埼玉県蓮田市黒浜にある縄文時代の貝塚群および環状集落の遺跡。元荒川と旧日川に囲まれた標高16メートル、現在の水田面との比高差7メートルないし8メートルの北足立台地（大宮台地）の縁辺に立地する縄文時代前期に相当する時期の13か所の群小貝塚の総称である。2006年（平成18年）7月28日に国の史跡に指定されている。

## 概要
13か所の群小貝塚のうち11か所が約6,000年前の貝塚で、関東地方の縄文時代前期の土器型式である黒浜式の標式遺跡に当たる。1913年（大正2年）- 1931年（昭和6年）頃、大山史前学研究所が宿・新井・宿裏・炭釜屋敷の4貝塚を発掘調査し、出土した縄文土器を「蓮田式」として提唱するなかで取り上げている。
本格的な発掘調査が実施されたのは、1971年（昭和46年）であり、東北縦貫自動車道建設に伴って宿上貝塚が調査された。その結果、3軒の平面長方形の竪穴建物跡が検出され、出土した貝類は、2-3センチメートルの小型のハイガイを中心にアカニシ、マガキ、ハマグリ、アサリなど内湾砂泥性の貝類が多く、当時の遺跡周囲の自然環境を物語る。「炭釜屋敷貝塚」は、宿上貝塚の北西150メートルに位置し、直径160メートルの環状貝塚である。
1975年（昭和50年）3月31日に埼玉県指定史跡に指定。2006年（平成18年）7月28日付けで、「学史上著名であり、南関東の自然環境の変遷や当時の生業を考える上で重要であるとともに、集落の構造は、縄文時代中期以降顕著となる環状集落の萌芽とも見られ、集落の変遷を考える上でも貴重である」として、貝塚群の一部が国の史跡に指定された（平成18年文部科学省告示第111号）。
2013年度に決定した黒浜貝塚整備事業により順次整備が行われ、2020年（令和2年）4月1日全面開園。

## 学史上の初出文献
- 大山柏・宮坂光次・池上啓介『東京湾に注ぐ主要渓谷の貝塚に於ける縄文式石器時代の編年学的研究予報1』『史前学雑誌』3-6、1933年（昭和8年）